# Страстный Мадагаскар
«Страстный Мадагаскар» (англ. Madly Madagascar) — короткометражный анимационный фильм, специальный телевизионный выпуск с персонажами франшизы «Мадагаскар», посвящённый Дню святого Валентина. Действие происходит в период между фильмами «Мадагаскар 2» и «Мадагаскар 3» до того, как покинуть Африку. Производство DreamWorks Animation, сценарист и режиссёр — Дэвид Сорен. Премьера на DVD 29 января 2013. Звёзды Бен Стиллер, Крис Рок, Дэвид Швиммер и Джада Пинкетт Смит вернулись озвучить своих героев, Саша Барон Коэн был заменён Дэнни Джейкобсом.

## Сюжет
Сюжет происходит между 2 частью и 3 частью, но до того, как пингвины улетели. В Африке наступает «День Святого Валентина». В Нью-Йорке Алекс всегда получал много валентинок, но в Африке об этом празднике никто не знает, и Алекс очень переживает из-за того, что никто не дарит ему валентинок. С самолёта падают духи под названием «Любовное зелье № 9», и король Джулиан начинает считать себя «Королём Любви». Мелман готовит подарок Глории, но у него ничего не получается, а Глория думает, что Мелман её разлюбил. Марти влюбляется в Окапи. Но она не обращает на него внимание, и Марти решает взять у Джулиана зелье. Король Джулиан просит пингвинов сделать ему новое любовное зелье, и пингвины отправляются в охотничий лагерь. У Шкипера начинаются проблемы с его куклой. Ковальски делает любовное зелье для Шкипера. А в Марти влюбляются 99 % самок Африки. В итоге Ковальски помогает Шкиперу вернуть себе куклу, друзья Алекса пишут ему валентинки и Алекс понимает, что важно не количество валентинок, а от кого он их получил.

## Роли озвучивали

### В оригинале
- Бен Стиллер — Алекс
- Крис Рок — Марти
- Дэвид Швиммер — Мелман
- Джада Пинкетт Смит — Глория
- Дэнни Джейкобс — король Джулиан
- Том МакГрат — Шкипер
- Крис Миллер — Ковальски
- Кристофер Найтс — Прапор (Рядовой)
- Роль без слов — Рико
- Седрик Развлекатель — Морис
- Тараджи П. Хенсон — Окапи
- Энди Рихтер — Морт
- Фил Ламарр — экскурсовод
- Конрад Вернон — Мейсон
- Роль без слов — Фил